# Trent Parke
Ne doit pas être confondu avec Trent Park, un parc et château anglais.
Trent Parke, né le 20 mars 1971 à Newcastle en Nouvelle-Galles du Sud (Australie), est un photographe australien de l'agence Magnum Photos. La photographe Narelle Autio est son épouse.
Il est basé aujourd'hui à Sydney en tant que photographe indépendant et a travaillé comme photographe sportif pour le magazine New Ltd. Trent Parke a fondé l'agence Oculi et en a été membre pendant près de huit ans.
Trent Parke a gagné de nombreux prix récompensant son travail comme le World Press Photo en 1999, 2000, 2001 et 2005 ou encore le prix Canon en 2000.
Pendant deux ans, il a visité l'Australie à travers les plages et la brousse et parcouru 90 000 km afin d'essayer de retrouver sa place dans une Australie qui a beaucoup changé depuis son enfance. En effet, ce travail nommé Minutes to Midnight essaie de montrer comment les gens vivent dans l'ombre du terrorisme depuis 2003 et comment chacun voit le pays comme étant à la fin d'une ère, celle de l'innocence. Ce travail a d'ailleurs été récompensé par le prestigieux prix W. Eugene Smith en 2003 et fut exposé à l’Australian Center for Photography en janvier et février 2005. Ce fut l’exposition la plus visitée de l’histoire du centre.